# Твікстер
Твікстер (англ. Twixter) — це неологізм, який описує нове покоління молодих людей в США та інших промислово розвинених країнах, які в якомусь сенсі опиняються в «пастці» між підлітковим і дорослим віком. Цей західний неологізм дещо аналогічний японському терміну паразит-одинак.

## Опис
Твікстери — це, як правило, молоді люди, які живуть зі своїми батьками і не є фінансово незалежними. Якщо вони працюють, вони часто мають нестійку і низькооплачувану роботу. Можливо, вони недавно закінчили університет або середню школу чи лише почали кар'єру.

## Висвітлення в ЗМІ
Журнал Time опублікував статтю під назвою «Покоління Twixter: молоді дорослі, що не подорослішають» в січні 2005 року, висвітлюючи цю відносно неясну демографічну групу. Стаття була сфокусована на твікстерах вищого і середнього класу, чиї батьки могли їх підтримати. У статті не показано відмінностей між людьми, які жили самостійно за допомогою своїх батьків, і людьми, які жили зі своїми батьками, і при цьому в ній не згадувалися твікстери нижчого класу, схожі на NEET, і Фрітерів в інших суспільствах.

## Паралелі в інших суспільствах
Поява твікстерів не є чимось абсолютно новим, оскільки це поняття схоже на соціальні явища, які спостерігаються в інших індустріальних суспільствах. З 1980-х і 1990-х років в Японії серед молоді спостерігається зростання паразитів-одинаків і фрітерів, які живуть з батьками і працюють на невибагливих і низькокваліфікованих роботах. Ходо-ходо дзоку є співробітниками, які цілеспрямовано уникають просування по кар'єрних сходах, щоб мінімізувати стрес і збільшити вільний час. Крім того, в Європі з 1990-х років спостерігається зростання кількості NEET.
У жовтні 2007 року колишній міністр економіки і фінансів в Італії Томмазо Падоа-Скьоппа назвав людей у віці від 20 років, які живуть зі своїми батьками, bamboccioni (щось на зразок «великих [тобто, дорослих] дітей»), викликавши суперечки в італійських ЗМІ. Газети отримували численні листи від читачів, які були особисто ображені і вказували на те, що автор не знає про становище значної частини італійців старше 20 років, які живуть приблизно на 1000 євро в місяць і не можуть дозволити собі покинути рідну домівку. Аналогічна історія спостерігається також в Іспанії, де використовується термін mileurista (ісп.) для позначення молоді, яка живе на зарплату в 1000 євро (mil euros). У Греції мінімальна зарплата становить 700 євро, і грецькі ЗМІ популяризували термін покоління 700 євро. Це покоління еволюціонувало в обставинах, що призвели до грецької боргової кризи, і брало участь в грецьких протестах 2010—2011 років.